# Volver a empezar
Volver a empezar (lit. Recomeçar) é uma telenovela mexicana produzida por Emilio Larrosa para a Televisa e exibida pelo Canal de las Estrellas entre 25 de julho de 1994 e 10 de fevereiro de 1995, substituindo Prisionera de amor e sendo substituída por María José, em 155 capítulos.
Foi protagonizada por Yuri e Chayanne, com atuação antagônica de Claudia Silva e Rafael Sánchez-Navarro.
Foi reprisada pelo seu canal original entre 5 de janeiro e 17 de abril de 1998, entre as novelas Salud, dinero y amor e Rencor apasionado.

## Enredo
Renata ou "Reny" é uma estrela da música pop, tem muitos fãs, é rica e tem uma família que a ama. Qual é o problema? Infelizmente, a irmã de Reny, Sandra eo marido representante e depois Reny, Santiago, são consumidas por inveja. Sandra quer que sua fama e sua fortuna Santiago quer. Sandy também tem um profundo ressentimento com relação a sua irmã, porque ela é filha legítima do pai de dois filhos, o advogado Gabriel Jimenez, ao contrário do que está sendo adotada. Não mais suportando e vivendo na sombra de sua irmã, Sandra administra um acidente Reny é um inválido, com a ajuda de James, ela desaparece do público e do mundo do entretenimento.
Na vida de quatro homens aparecem Reny vai ama loucamente: amigo Tony Santiago, seu amigo e cantor pop Chayanne, seu amigo de Lalo um músico pobre aspirante, eo Dr. Francisco que está tentando para sua paralisia.
Ela se apaixona por Chayanne, porém o amor não pode parar o plano maligno de Sandra e Santiago para ganhar o que eles querem de Reny. Eles fazem com que seja impossível para Reny pode começar de novo.

## Elenco
- Yuri - Renata "Reny" Jiménez / Chaquira
- Chayanne - Chayanne
- Claudia Silva - Sandra "Sandy" Jiménez / Sandunga
- Rafael Sánchez-Navarro - Santiago Ugalde
- Carmelita González - Encarnación
- Pilar Montenegro - Jessica
- María Elena Saldaña - Tina
- Luis Couturier - Gabriel Jiménez
- Margarita Isabel - Aurora
- Silvia Suárez - Susana Ugalde
- Carlos Miguel - Poncho
- Raúl Alberto - Mike
- Mauricio Islas - Freddy Landeros
- Guillermo García Cantú - Tony
- Fernando Ciangherotti - Eduardo "Lalo" Villafañe
- Paco Ibáñez - Gustavo
- Luisa Huertas - Magda
- Vilma Traca - Teodora
- Roberto Tello - Coreano
- Alejandro Aragón - Dr. Francisco
- Ricardo Barona - Navarro
- Sussan Taunton - Rita
- Radamés de Jesús - Paul
- José Luis Avendaño - Dr. Humberto
- Karyme Lozano - Liliana
- Isadora González - Sonia
- Adriana Lavat - Flor
- Patricia Martínez - Ágata
- Alfonso Mier y Terán - Toby Reyes Retana de las Altas Torres
- Mónica Dossetti - Karla Greta Reyes Retana de las Altas Torres
- Beatriz Monroy - Adelina

## Prêmios e indicações

### Prêmio TVyNovelas 1995
| Categoria              | Indicado(a)                | Resultado |
| ---------------------- | -------------------------- | --------- |
| Melhor ator antagônico | Rafael Sánchez-Navarro     | Indicado  |
| Revelação feminina     | Yuridia Valenzuela Canseco | Indicado  |
| Revelação masculina    | Chayanne                   | Indicado  |